# Alexandra Kostrubala
Alexandra Louise Kostrubala, född 13 april 1965 i Chicago, är en bild- och performancekonstnär bosatt i Stockholm. 
Kostrubala växte upp i Evanston, Illinois. Hon är en socialpolitisk engagerad konstnär inom till exempel invandrarpolitik, sophantering, psykofarmaka och "Give back to the Community", som uppträder under namnet "Kostrouble"
Hon har utbildat sig i måleri/fri konst på Konstfackskolan, Trondheim Kunstakademie och Iceland Academy of the Arts i Reykjavik.

## Utställningar
- Gallerie Wohnmachine, Berlin
- Living Art Museum, Reykjavik
- Armory Show, New York
- Liljevalchs vårsalong, Stockholm
- Memphis Social/Apex Art, Memphis[1]
- Detroit Institute of Arts Museum, Detroit
- Performance festival, Odense
- World cup games flag festival, Korea och Japan
- Dunkers representant i Slovakien
- Art Pit, Malmö
- Nationalgalleriet, Stockholm
- Supermarket, Stockholm

## Representerad
- Living Art Museum, Reykjavik
- Fyns konstmuseum, Odense
- Printed Matter, New York
- Kulturhusets videosamling, Stockholm